# Тартаковський Борис Нусімович
Бори́с Микола́йович Тартако́вський (5 жовтня 1926, Дніпропетровськ — 20 квітня 1981, Дніпропетровськ) — український науковець, гірничий інженер, доктор наук (1967), професор (1969). Лауреат Державної премії УРСР в галузі науки і техніки (1972).

## Життєпис
В 1950 році закінчив Дніпропетровський гірничий інститут, учень професора Михайла Новожилова. Працював на вугільних підприємствах, в Дніпропетровському гірничому інституті, Інституті геотехнічної механіки АН України. Сфера наукових зацікавленостей — відкриті гірничі роботи.
Творчий доробок — 380 наукових праць, 15 монографій. Підготував 25 кандидатів наук.